# Mistrovství světa ve sportovní gymnastice
Mistrovství světa ve sportovní gymnastice (anglicky World Artistic Gymnastics Championships) je vrcholná sportovní událost, světový šampionát ve sportovní gymnastice, který se poprvé uskutečnil v roce 1903. Organizátorem je Mezinárodní gymnastická federace (FIG) se sídlem ve švýcarském Lausanne.
Do vypuknutí první světové války probíhal světový šampionát ve dvouletých interval. Od jejího skončení až do roku 1978 pak jednou za čtyři roky, s výjimkou období obou světových válek, kdy se nekonal. V letech 1979–1991 došlo k návratu dvouleté periody, mezi roky 1992–1996 probíhal každoročně, a od roku 1996 se odehrává každou sezónu vyjma let, kdy jsou na pořadu letní olympijské hry.

## Mistrovství světa
| Ročník | MS                                  | dějiště                             | stát                                |
| ------ | ----------------------------------- | ----------------------------------- | ----------------------------------- |
| 1.     | 1903                                | Antverpy                            | Belgie                              |
| 2.     | 1905                                | Bordeaux                            | Francie                             |
| 3.     | 1907                                | Praha                               | Rakousko-Uhersko                    |
| 4.     | 1909                                | Lucemburk                           | Lucembursko                         |
| 5.     | 1911                                | Turín                               | Italské království                  |
| 6.     | 1913                                | Paříž                               | Francie                             |
| 1915   | v době první světové války nekonáno | v době první světové války nekonáno | v době první světové války nekonáno |
| 1917   | v době první světové války nekonáno | v době první světové války nekonáno | v době první světové války nekonáno |
| 1919   | v době první světové války nekonáno | v době první světové války nekonáno | v době první světové války nekonáno |
| 7.     | 1922                                | Lublaň                              | Jugoslávie                          |
| 8.     | 1926                                | Lyon                                | Francie                             |
| 9.     | 1930                                | Lucemburk                           | Lucembursko                         |
| 10.    | 1934                                | Budapešť                            | Maďarsko                            |
| 11.    | 1938                                | Praha                               | Československo                      |
| 1942   | v době druhé světové války nekonáno | v době druhé světové války nekonáno | v době druhé světové války nekonáno |
| 1946   | v době druhé světové války nekonáno | v době druhé světové války nekonáno | v době druhé světové války nekonáno |
| 12.    | 1950                                | Basilej                             | Švýcarsko                           |
| 13.    | 1954                                | Řím                                 | Itálie                              |
| 14.    | 1958                                | Moskva                              | Sovětský svaz                       |
| 15.    | 1962                                | Praha                               | Československo                      |
| 16.    | 1966                                | Dortmund                            | Západní Německo                     |
| 17.    | 1970                                | Lublaň                              | Jugoslávie                          |
| 18.    | 1974                                | Varna                               | Bulharsko                           |
| 19.    | 1978                                | Štrasburk                           | Francie                             |
| 20.    | 1979                                | Fort Worth                          | Spojené státy americké              |
| 21.    | 1981                                | Moskva                              | Sovětský svaz                       |
| 22.    | 1983                                | Budapešť                            | Maďarsko                            |
| 23.    | 1985                                | Montréal                            | Kanada                              |
| 24.    | 1987                                | Rotterdam                           | Nizozemsko                          |
| 25.    | 1989                                | Stuttgart                           | Západní Německo                     |
| 26.    | 1991                                | Indianapolis                        | Spojené státy americké              |
| 27.    | 1992                                | Paříž                               | Francie                             |
| 28.    | 1993                                | Birmingham                          | Spojené království                  |
| 29.    | 1994                                | Brisbane                            | Austrálie                           |
| 30.    | XXX.                                | Dortmund                            | Německo                             |
| 31.    | 1995                                | Sabae                               | Japonsko                            |
| 32.    | 1996                                | San Juan                            | Portoriko                           |
| 33.    | 1997                                | Lausanne                            | Švýcarsko                           |
| 34.    | 1999                                | Tchien-ťin                          | Čína                                |
| 35.    | 2001                                | Gent                                | Belgie                              |
| 36.    | 2002                                | Debrecín                            | Maďarsko                            |
| 37.    | 2003                                | Anaheim                             | Spojené státy americké              |
| 38.    | 2005                                | Melbourne                           | Austrálie                           |
| 39.    | 2006                                | Aarhus                              | Dánsko                              |
| 40.    | 2007                                | Stuttgart                           | Německo                             |
| 41.    | 2009                                | Londýn                              | Spojené království                  |
| 42.    | 2010                                | Rotterdam                           | Nizozemsko                          |
| 43.    | 2011                                | Tokio                               | Japonsko                            |
| 44.    | 2013                                | Antverpy                            | Belgie                              |
| 45.    | 2014                                | Nan-ning                            | Čína                                |
| 46.    | 2015                                | Glasgow                             | Spojené království                  |
| 47.    | 2017                                | Montreal                            | Kanada                              |
| 48.    | 2018                                | Dauhá                               | Katar                               |
| 49.    | 2019                                | Stuttgart                           | Německo                             |
| 50.    | 2021                                | Kitakjúšú                           | Japonsko                            |
| 51.    | 2022                                | Liverpool                           | Spojené království                  |
| 52.    | 2023                                | Antverpy                            | Belgie                              |
| 53.    | 2025 říjen                          | Jakarta                             | Indonésie                           |
| 54.    | 2026                                | Rotterdam                           | Nizozemsko                          |

## Státy podle medailí
| Poř.                                                                    | Stát                   | zlato | stříbro | bronz | celkem |
| 1.                                                                      | Sovětský svaz          | 112   | 85      | 68    | 265    |
| 2.                                                                      | Čína                   | 70    | 45      | 34    | 149    |
| 3.                                                                      | Rumunsko               | 47    | 43      | 41    | 131    |
| 4.                                                                      | Japonsko               | 40    | 44      | 58    | 142    |
| 5.                                                                      | Československo         | 39    | 38      | 30    | 106    |
| 6.                                                                      | Spojené státy americké | 39    | 36      | 27    | 102    |
| 7.                                                                      | Rusko                  | 26    | 33      | 14    | 73     |
| 8.                                                                      | Francie                | 25    | 29      | 22    | 76     |
| 9.                                                                      | Německo                | 24    | 27      | 43    | 94     |
| 10.                                                                     | Švýcarsko              | 19    | 16      | 14    | 49     |
| 11.                                                                     | Jugoslávie             | 17    | 11      | 9     | 37     |
| 12.                                                                     | Itálie                 | 14    | 8       | 26    | 47     |
| 13.                                                                     | Bělorusko              | 14    | 7       | 11    | 32     |
| 14.                                                                     | Maďarsko               | 10    | 15      | 8     | 33     |
| 15.                                                                     | Ukrajina               | 6     | 7       | 14    | 27     |
| 16.                                                                     | Jižní Korea            | 6     | 2       | 2     | 10     |
| 17.                                                                     | Bulharsko              | 5     | 6       | 13    | 24     |
| 18.                                                                     | SNS                    | 5     | 3       | 5     | 13     |
| 19.                                                                     | Polsko                 | 5     | 2       | 9     | 16     |
| 20.                                                                     | Brazílie               | 4     | 3       | 3     | 10     |
| 21.                                                                     | Severní Korea          | 4     | 2       | 3     | 9      |
| 22.                                                                     | Řecko                  | 4     | 2       | 2     | 8      |
| 23.                                                                     | Nizozemsko             | 3     | 6       | 2     | 11     |
| 24.                                                                     | Spojené království     | 3     | 5       | 6     | 14     |
| 25.                                                                     | Slovinsko              | 3     | 4       | 0     | 7      |
| 26.                                                                     | Španělsko              | 3     | 3       | 1     | 7      |
| 27.                                                                     | Švédsko                | 3     | 1       | 2     | 6      |
| 28.                                                                     | Finsko                 | 2     | 5       | 1     | 8      |
| 29.                                                                     | Austrálie              | 2     | 4       | 4     | 10     |
| 30.                                                                     | Uzbekistán             | 1     | 2       | 3     | 6      |
| 31.                                                                     | Rakousko               | 1     | 1       | 1     | 3      |
| 32.                                                                     | Lucembursko            | 1     | 0       | 4     | 5      |
| 33.                                                                     | Kazachstán             | 1     | 0       | 0     | 1      |
| 34.                                                                     | Belgie                 | 0     | 4       | 5     | 9      |
| 35.                                                                     | Kanada                 | 0     | 3       | 5     | 8      |
| 36.                                                                     | Lotyšsko               | 0     | 2       | 1     | 3      |
| 37.                                                                     | Kuba                   | 0     | 1       | 2     | 3      |
| 38.                                                                     | Tchaj-wan              | 0     | 1       | 0     | 1      |
| 38.                                                                     | Mexiko                 | 0     | 1       | 0     | 1      |
| 40.                                                                     | Izrael                 | 0     | 0       | 2     | 2      |
| 41.                                                                     | Ázerbájdžán            | 0     | 0       | 1     | 1      |
| 41.                                                                     | Portoriko              | 0     | 0       | 1     | 1      |
| 41.                                                                     | Vietnam                | 0     | 0       | 1     | 1      |
| aktualizováno po Mistrovství světa 2013; kurziva – bývalé státní útvary |                        |       |         |       |        |